# أحمد بن محمد زبارة
أحمد بن محمد زبارة (1325هـ _2000م)، واسمه الكامل أحمد بن محمد بن محمد بن يحيى بن عبد الله بن إسماعيل بن الحسين زبارة، هو عالم دين ومؤرخ يمني ومفتي الجمهورية اليمنية الأسبق، ولد بهجرة الكبس من خولان العالية بمحافظة صنعاء صباح يوم السبت 21 ذي الحجة عام 1325هـ وتوفي عام 2000م، عاصر الإمام يحيى حميد الدين وتزوج ابنة الإمام أحمد حميد الدين الأميرة خديجة، والده المؤرخ اليمني المشهور محمد بن محمد زبارة

## مولده ونشأته
ولد بهجرة الكبس من خولان العالية بمحافظة صنعاء صباح يوم السبت 21 ذي الحجة عام 1325هـ. نشأ في كنف والده المؤرخ الكبير محمد بن محمد زبارة بهجرة جحانه في رأس وادي مسور بخولان العالية وهناك تعلم القراءة والكتابة وقراءة القرآن الكريم على يد والده وكان يحضر المجالس العلمية وهو لا يزال في المراحل الأولى من عمره. - وفي عام 1338هـ انتقل مع أهله إلى صنعاء وهناك أكمل حفظ القرآن الكريم وتجويده.

## مشائخه وإجازاته
1. العلامة الحسين بن علي العمري
2. العلامة محمد بن يحيى الإرياني
3. العلامة قاسم حسين العزي
4. العلامة عبد الوهاب بن محمد الشماحي
5. العلامة إسماعيل بن علي الريمي
6. العلامة محمد بن حسن دلال
7. العلامة زيد بن علي الديلمي
8. العلامة عبد الله بن علي عبد القادر
9. العلامة عبد الله بن محمد السرحي
10. العلامة عبد الله بن عبد الكريم الجرافي
11. العلامة حسين بن محمد الكبسي
12. العلامة عبد الخالق الأمير
13. العلامة محمد بن يحيى مداعس
14. العلامة محمد بن محمد السنيدار
15. العلامة أحمد مهدي
16. العلامة عبد الله اليدومي
17. العلامة علي تركي
18. العلامة عمر حمران
19. العلامة عباس بن أحمد الروض
20. العلامة علوي بن عباس المالكي وأجازه إجازة عامة. وقد أجازه في جميع تلك العلوم كافة العلماء الذين درس على أيديهم في شتى العلوم الفقهية والشرعية واللغوية.[4]

## أعماله والمناصب التي تقلدها
1. عمل قبل ثورة 62 رئيساً للهيئة الشرعية بالديوان الملكي التي كان من أعضائها عدد من العلماء.
2. وتولى رئاسة القضاء بتعز وظل في هذا المنصب حتى قيام الثورة وتميز خلال فترة قضائه بالذكاء المتقد والتحري في الحكم وإنصاف المظلوم من الظالم مهما كانت قوة الظالم وضعف المظلوم مستعيناً في ذلك بعلمه الغزير وذكائه المتقد.
3. عين بعد الثورة مفتياً للجمهورية اليمنية وظل في هذا المنصب حتى وفاته قرابة ثلاثين عاماً. - عمل مدرساً بالمعهد العالي للقضاء وجامعة صنعاء وأقام حلقة علم في منزله درس فيها العلوم الشرعية والفقه الإسلامي والسنة المطهرة واللغة العربية والتاريخ والأدب والتفسير والقرآن الكريم وتخرج على يديه العديد من العلماء والأساتذة والقضاة.[5]

## وفاته
توفي في آخر نهار يوم الأحد 22 ربيع الأول 1421 هـ الموافق 2000/7/3م.

## مؤلفاته
- تكملة نزهة النظر في رجال القرن الرابع عشر الذي بدأه والده.[7]
- الفقه الزيدي وفيه فتاواه مع مقارنات يسيرة بالمذاهب الإسلامية الأخرى. -[8]
- مختصر الفقه الزيدي في المعاملات يدرس في جامعة صنعاء بكلية الشريعة والقانون. - مختصر الفرائض.[9]